# Schmidl Ferenc Építészeti Díj
A Schmidl Ferenc Építészeti Díj Székesfehérvár Megyei Jogú Város Önkormányzata által 2014-ben alapított magyar építészeti elismerés. A díjjal azokat az építészeket ismerik el, akik 1990 után létrejött alkotásukkal hozzájárultak a település városképének fejlődéséhez, építészeti kultúrájának előmozdításához, az épített környezet minőségének javításához. A díjazott személyére bárki javaslatot tehet. Az elismerést minden év októberében, az Építészet Világnapjához kapcsolódóan adják át.
A díj névadója Schmidl Ferenc Ybl Miklós-díjas építész, Székesfehérvár egykori főépítésze, az alapítás 2014-es dátuma pedig Ybl Miklós székesfehérvári születésének 200. évfordulója volt.

## Díjazottak
- 2014: Pordán Horváth Ferenc építész (posztumusz).[3]
- 2015: Szakál Csaba székesfehérvári építész a Fal közben megvalósult Fehérvár Travel épület tervezéséért.[4]
- 2016: Fodróczy József győri építész a Grundfosnak a Sóstói Ipari Parkban 2013-ban épült üzeme, illetve kutató- és fejlesztőközpontjának terveiért.[5]
- 2017: Szigeti Gyula építész, Mór város főépítésze, a Technika Háza társtervezéséért, a Széchenyi utcai társasházak, a Budai úti új Református templom, továbbá számos felújítás és rekonstrukció tervezéért, valamint Vadász György építész a Kossuth utca 9-11. szám alatti „Polgárházak” mértékadó építészeti megformálásáért.[6]
- 2018: Csutiné Schleer Erzsébet székesfehérvári építész a  Mátyás király körúton 1994-ben épült Szent Gellért Hotel mértéktartó építészeti megformálásáért, valamint annak magas színvonalú – részleteiben is elmélyült – megvalósításáért.[7]
- 2019: Akúcs Levente és Keszei Balázs építészek az Albacomp Innovációs Központ épületéért.[8]
- 2020: A rendkívüli helyzet miatt a díjat nem adták át.
- 2021: Gutowski Robert (Robert Gutowski Architects) az Egyházmegyei Látogatóközpont épületéért.[9]
- 2022: Ács Miklós és Kovács Krisztina építészek a Szent Imre Gimnázium, Általános Iskola és Óvoda bővítéséért és felújításáért, továbbá Novák Róbert építészmérnök a Várkörúton épült, Belváros Resort többlakásos lakóépületért.[10]
- 2023: Erdei Ibolya, Erdei László és Karé Krisztián a Szent István Király Múzeum rekonstrukciójáért és bővítéséért.[11]
- 2024: Pozsgai Angéla a székesfehérvári baptista imaház épületéért.[12]